# Нуринський сільський округ (Талгарський район)
Нури́нський сільський округ (каз. Нұра ауылдық округі, рос. Нуринский сельский округ) — адміністративна одиниця у складі Талгарського району Алматинської області Казахстану. Адміністративний центр — село Нура.
Населення — 9335 осіб (2021; 8689 у 2009, 7729 у 1999, 8278 у 1989).
Станом на 1989 рік існувала Октябрська сільська рада (села Караозек, Каратоган, Мирне, Октябр, Топай, Фрунзе). 2023 року територія площею 86,19 км2 була передана до складу Жетигенського сільського округу Ілійського району.

## Склад
До складу округу входять такі населені пункти:
| Населений пункт | Населення, осіб (1989) | Населення, осіб (1999) | Населення, осіб (2009) | Населення, осіб (2021) |
| --------------- | ---------------------- | ---------------------- | ---------------------- | ---------------------- |
| Караозек, село  | 58                     | -                      | -                      | -                      |
| Каратоган, село | 322                    | 363                    | 324                    | 283                    |
| Нура, село      | 3822                   | 3864                   | 4327                   | 5488                   |
| Остемір, село   | 1642                   | 1448                   | 1763                   | 1735                   |
| Топай, село     | 161                    | -                      | -                      | -                      |
| Туганбай, село  | 2273                   | 2054                   | 2275                   | 1829                   |